# Władimir Baranowski

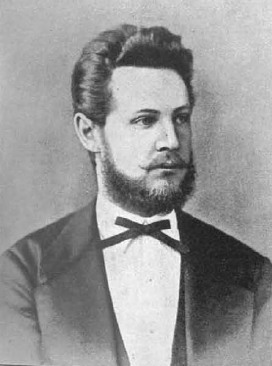
Władimir Baranowski

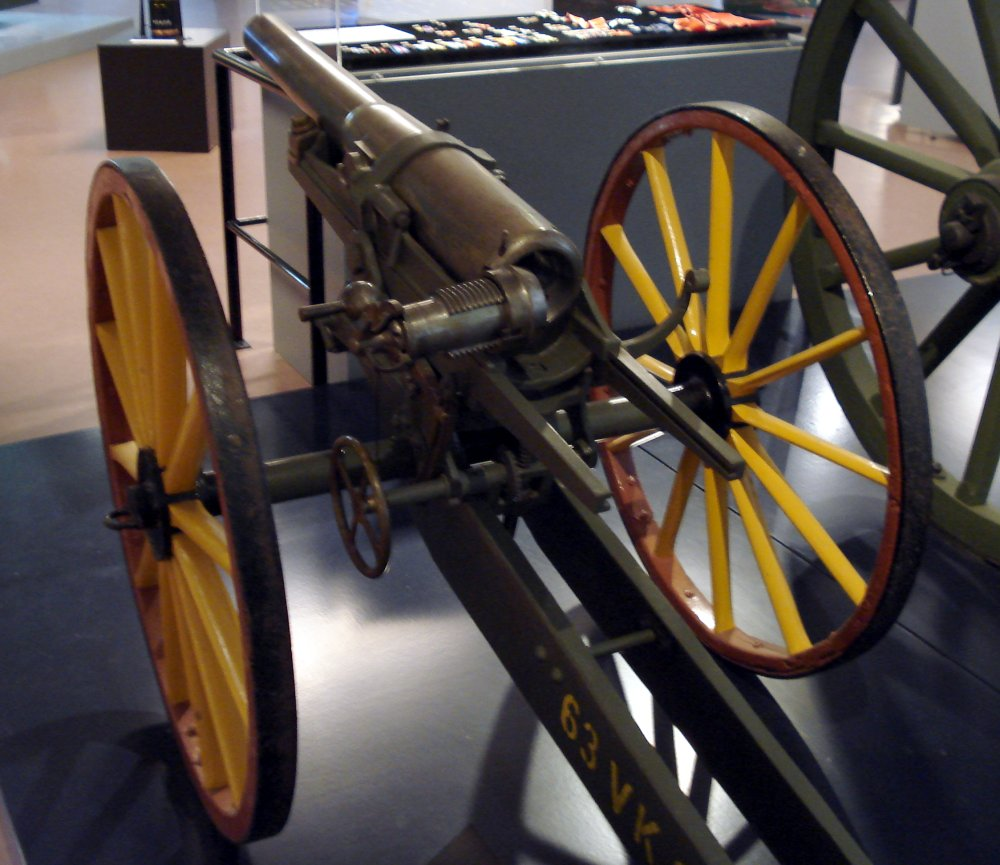
63,5 mm armata Baranowskiego

Władimir Baranowski (ur. 1 września?/13 września 1846 w Helsinkach, zm. 7 marca?/19 marca 1879 w Petersburgu) – rosyjski konstruktor broni artyleryjskiej z oporopowrotnikiem i amunicji polskiego pochodzenia, syn Stefana Baranowskiego – polskiego językoznawcy, pisarza, wynalazcy i geografa.
Otrzymał wykształcenie domowe, nie podjął jednak studiów, poza uczestnictwem jako wolny słuchacz w niektórych wykładach uczelni Petersburga i Paryża. W latach 1867–75 opracował nowy model kartaczownicy Gatlinga, ze zwiększoną szybkostrzelnością (z 300 do 600 strzałów na minutę). Broń ta została wprowadzona do uzbrojenia armii rosyjskiej pod nazwą kartaczownicy Gatlinga-Baranowskiego.
Z początkiem lat 70. XIX w. skonstruował 63,5 mm lekką armatę polową z oporopowrotnikiem i odrzutem lufy wzdłuż kołyski, wykorzystującą naboje zespolone. Armata została wprowadzona na uzbrojenie armii rosyjskiej podczas wojny rosyjsko-tureckiej 1877-1878. Łuski wykonywano ze zwijanej blachy, z przytwierdzanym stalowym dnem, w którym znajdowało się gniazdo zapłonnika. Była to niedoskonała technologia – podczas kampanii w 1877 roku, część łusek uległa uszkodzeniom. W 1879 roku, podczas testowania takiego uszkodzonego naboju, doszło do wybuchu, w którym konstruktor zginął.